# Jörg Böhme
Jörg Böhme, född 22 januari 1974, är en före detta fotbollsspelare från Tyskland.
Jörg Böhme var en mittfältare som avslutade karriären i Arminia Bielefeld i Bundesliga. Där gjorde han sin andra sejour. Han spelade även för klubben 1998-2000. Under åren 2000-2004 spelade han för FC Schalke 04. Han spelade för Tyskland under VM 2002 i Japan och Sydkorea där laget gick till final.